# Tarata (gemeente)
Tarata is een gemeente (municipio) in de Boliviaanse provincie Esteban Arce in het departement Cochabamba. De gemeente telt naar schatting 8.657 inwoners (2018). De hoofdplaats is Tarata.

## Indeling
De gemeente bestaat uit de volgende kantons:
- Cantón Huasa Rancho
- Cantón Huayculi
- Cantón Izata
- Cantón Tarata